# Micoletzkyia nudicapitata
Micoletzkyia nudicapitata is een rondwormensoort uit de familie van de Phanodermatidae. De wetenschappelijke naam van de soort is voor het eerst geldig gepubliceerd in 1959 door Allgén.